# 1714
Portal Geschichte | Portal Biografien | Aktuelle Ereignisse | Jahreskalender | Tagesartikel

◄ |
17. Jahrhundert |
18. Jahrhundert
| 19. Jahrhundert | ►

◄ |
1680er |
1690er |
1700er |
1710er
| 1720er | 1730er | 1740er | ►

◄◄ |
◄ |
1710 |
1711 |
1712 |
1713 |
1714
| 1715 | 1716 | 1717 | 1718 | ► | ►►
Staatsoberhäupter  · Nekrolog  · Literaturjahr · Musikjahr
| Januar | Januar | Januar | Januar | Januar | Januar | Januar | Januar |
| Kw     | Mo     | Di     | Mi     | Do     | Fr     | Sa     | So     |
| ------ | ------ | ------ | ------ | ------ | ------ | ------ | ------ |
| 1      | 1      | 2      | 3      | 4      | 5      | 6      | 7      |
| 2      | 8      | 9      | 10     | 11     | 12     | 13     | 14     |
| 3      | 15     | 16     | 17     | 18     | 19     | 20     | 21     |
| 4      | 22     | 23     | 24     | 25     | 26     | 27     | 28     |
| 5      | 29     | 30     | 31     |        |        |        |        |

| Februar | Februar | Februar | Februar | Februar | Februar | Februar | Februar |
| Kw      | Mo      | Di      | Mi      | Do      | Fr      | Sa      | So      |
| ------- | ------- | ------- | ------- | ------- | ------- | ------- | ------- |
| 5       |         |         |         | 1       | 2       | 3       | 4       |
| 6       | 5       | 6       | 7       | 8       | 9       | 10      | 11      |
| 7       | 12      | 13      | 14      | 15      | 16      | 17      | 18      |
| 8       | 19      | 20      | 21      | 22      | 23      | 24      | 25      |
| 9       | 26      | 27      | 28      |         |         |         |         |

| März | März | März | März | März | März | März | März |
| Kw   | Mo   | Di   | Mi   | Do   | Fr   | Sa   | So   |
| ---- | ---- | ---- | ---- | ---- | ---- | ---- | ---- |
| 9    |      |      |      | 1    | 2    | 3    | 4    |
| 10   | 5    | 6    | 7    | 8    | 9    | 10   | 11   |
| 11   | 12   | 13   | 14   | 15   | 16   | 17   | 18   |
| 12   | 19   | 20   | 21   | 22   | 23   | 24   | 25   |
| 13   | 26   | 27   | 28   | 29   | 30   | 31   |      |

| April | April | April | April | April | April | April | April |
| Kw    | Mo    | Di    | Mi    | Do    | Fr    | Sa    | So    |
| ----- | ----- | ----- | ----- | ----- | ----- | ----- | ----- |
| 13    |       |       |       |       |       |       | 1     |
| 14    | 2     | 3     | 4     | 5     | 6     | 7     | 8     |
| 15    | 9     | 10    | 11    | 12    | 13    | 14    | 15    |
| 16    | 16    | 17    | 18    | 19    | 20    | 21    | 22    |
| 17    | 23    | 24    | 25    | 26    | 27    | 28    | 29    |
| 18    | 30    |       |       |       |       |       |       |

| Mai | Mai | Mai | Mai | Mai | Mai | Mai | Mai |
| Kw  | Mo  | Di  | Mi  | Do  | Fr  | Sa  | So  |
| --- | --- | --- | --- | --- | --- | --- | --- |
| 18  |     | 1   | 2   | 3   | 4   | 5   | 6   |
| 19  | 7   | 8   | 9   | 10  | 11  | 12  | 13  |
| 20  | 14  | 15  | 16  | 17  | 18  | 19  | 20  |
| 21  | 21  | 22  | 23  | 24  | 25  | 26  | 27  |
| 22  | 28  | 29  | 30  | 31  |     |     |     |

| Juni | Juni | Juni | Juni | Juni | Juni | Juni | Juni |
| Kw   | Mo   | Di   | Mi   | Do   | Fr   | Sa   | So   |
| ---- | ---- | ---- | ---- | ---- | ---- | ---- | ---- |
| 22   |      |      |      |      | 1    | 2    | 3    |
| 23   | 4    | 5    | 6    | 7    | 8    | 9    | 10   |
| 24   | 11   | 12   | 13   | 14   | 15   | 16   | 17   |
| 25   | 18   | 19   | 20   | 21   | 22   | 23   | 24   |
| 26   | 25   | 26   | 27   | 28   | 29   | 30   |      |

| Juli | Juli | Juli | Juli | Juli | Juli | Juli | Juli |
| Kw   | Mo   | Di   | Mi   | Do   | Fr   | Sa   | So   |
| ---- | ---- | ---- | ---- | ---- | ---- | ---- | ---- |
| 26   |      |      |      |      |      |      | 1    |
| 27   | 2    | 3    | 4    | 5    | 6    | 7    | 8    |
| 28   | 9    | 10   | 11   | 12   | 13   | 14   | 15   |
| 29   | 16   | 17   | 18   | 19   | 20   | 21   | 22   |
| 30   | 23   | 24   | 25   | 26   | 27   | 28   | 29   |
| 31   | 30   | 31   |      |      |      |      |      |

| August | August | August | August | August | August | August | August |
| Kw     | Mo     | Di     | Mi     | Do     | Fr     | Sa     | So     |
| ------ | ------ | ------ | ------ | ------ | ------ | ------ | ------ |
| 31     |        |        | 1      | 2      | 3      | 4      | 5      |
| 32     | 6      | 7      | 8      | 9      | 10     | 11     | 12     |
| 33     | 13     | 14     | 15     | 16     | 17     | 18     | 19     |
| 34     | 20     | 21     | 22     | 23     | 24     | 25     | 26     |
| 35     | 27     | 28     | 29     | 30     | 31     |        |        |

| September | September | September | September | September | September | September | September |
| Kw        | Mo        | Di        | Mi        | Do        | Fr        | Sa        | So        |
| --------- | --------- | --------- | --------- | --------- | --------- | --------- | --------- |
| 35        |           |           |           |           |           | 1         | 2         |
| 36        | 3         | 4         | 5         | 6         | 7         | 8         | 9         |
| 37        | 10        | 11        | 12        | 13        | 14        | 15        | 16        |
| 38        | 17        | 18        | 19        | 20        | 21        | 22        | 23        |
| 39        | 24        | 25        | 26        | 27        | 28        | 29        | 30        |

| Oktober | Oktober | Oktober | Oktober | Oktober | Oktober | Oktober | Oktober |
| Kw      | Mo      | Di      | Mi      | Do      | Fr      | Sa      | So      |
| ------- | ------- | ------- | ------- | ------- | ------- | ------- | ------- |
| 40      | 1       | 2       | 3       | 4       | 5       | 6       | 7       |
| 41      | 8       | 9       | 10      | 11      | 12      | 13      | 14      |
| 42      | 15      | 16      | 17      | 18      | 19      | 20      | 21      |
| 43      | 22      | 23      | 24      | 25      | 26      | 27      | 28      |
| 44      | 29      | 30      | 31      |         |         |         |         |

| November | November | November | November | November | November | November | November |
| Kw       | Mo       | Di       | Mi       | Do       | Fr       | Sa       | So       |
| -------- | -------- | -------- | -------- | -------- | -------- | -------- | -------- |
| 44       |          |          |          | 1        | 2        | 3        | 4        |
| 45       | 5        | 6        | 7        | 8        | 9        | 10       | 11       |
| 46       | 12       | 13       | 14       | 15       | 16       | 17       | 18       |
| 47       | 19       | 20       | 21       | 22       | 23       | 24       | 25       |
| 48       | 26       | 27       | 28       | 29       | 30       |          |          |

| Dezember | Dezember | Dezember | Dezember | Dezember | Dezember | Dezember | Dezember |
| Kw       | Mo       | Di       | Mi       | Do       | Fr       | Sa       | So       |
| -------- | -------- | -------- | -------- | -------- | -------- | -------- | -------- |
| 48       |          |          |          |          |          | 1        | 2        |
| 49       | 3        | 4        | 5        | 6        | 7        | 8        | 9        |
| 50       | 10       | 11       | 12       | 13       | 14       | 15       | 16       |
| 51       | 17       | 18       | 19       | 20       | 21       | 22       | 23       |
| 52       | 24       | 25       | 26       | 27       | 28       | 29       | 30       |
| 1        | 31       |          |          |          |          |          |          |

| Januar | Januar | Januar | Januar | Januar | Januar | Januar | Januar |
| Kw     | Mo     | Di     | Mi     | Do     | Fr     | Sa     | So     |
| ------ | ------ | ------ | ------ | ------ | ------ | ------ | ------ |
| 1      | 1      | 2      | 3      | 4      | 5      | 6      | 7      |
| 2      | 8      | 9      | 10     | 11     | 12     | 13     | 14     |
| 3      | 15     | 16     | 17     | 18     | 19     | 20     | 21     |
| 4      | 22     | 23     | 24     | 25     | 26     | 27     | 28     |
| 5      | 29     | 30     | 31     |        |        |        |        |

| Februar | Februar | Februar | Februar | Februar | Februar | Februar | Februar |
| Kw      | Mo      | Di      | Mi      | Do      | Fr      | Sa      | So      |
| ------- | ------- | ------- | ------- | ------- | ------- | ------- | ------- |
| 5       |         |         |         | 1       | 2       | 3       | 4       |
| 6       | 5       | 6       | 7       | 8       | 9       | 10      | 11      |
| 7       | 12      | 13      | 14      | 15      | 16      | 17      | 18      |
| 8       | 19      | 20      | 21      | 22      | 23      | 24      | 25      |
| 9       | 26      | 27      | 28      |         |         |         |         |

| März | März | März | März | März | März | März | März |
| Kw   | Mo   | Di   | Mi   | Do   | Fr   | Sa   | So   |
| ---- | ---- | ---- | ---- | ---- | ---- | ---- | ---- |
| 9    |      |      |      | 1    | 2    | 3    | 4    |
| 10   | 5    | 6    | 7    | 8    | 9    | 10   | 11   |
| 11   | 12   | 13   | 14   | 15   | 16   | 17   | 18   |
| 12   | 19   | 20   | 21   | 22   | 23   | 24   | 25   |
| 13   | 26   | 27   | 28   | 29   | 30   | 31   |      |

| April | April | April | April | April | April | April | April |
| Kw    | Mo    | Di    | Mi    | Do    | Fr    | Sa    | So    |
| ----- | ----- | ----- | ----- | ----- | ----- | ----- | ----- |
| 13    |       |       |       |       |       |       | 1     |
| 14    | 2     | 3     | 4     | 5     | 6     | 7     | 8     |
| 15    | 9     | 10    | 11    | 12    | 13    | 14    | 15    |
| 16    | 16    | 17    | 18    | 19    | 20    | 21    | 22    |
| 17    | 23    | 24    | 25    | 26    | 27    | 28    | 29    |
| 18    | 30    |       |       |       |       |       |       |

| Mai | Mai | Mai | Mai | Mai | Mai | Mai | Mai |
| Kw  | Mo  | Di  | Mi  | Do  | Fr  | Sa  | So  |
| --- | --- | --- | --- | --- | --- | --- | --- |
| 18  |     | 1   | 2   | 3   | 4   | 5   | 6   |
| 19  | 7   | 8   | 9   | 10  | 11  | 12  | 13  |
| 20  | 14  | 15  | 16  | 17  | 18  | 19  | 20  |
| 21  | 21  | 22  | 23  | 24  | 25  | 26  | 27  |
| 22  | 28  | 29  | 30  | 31  |     |     |     |

| Juni | Juni | Juni | Juni | Juni | Juni | Juni | Juni |
| Kw   | Mo   | Di   | Mi   | Do   | Fr   | Sa   | So   |
| ---- | ---- | ---- | ---- | ---- | ---- | ---- | ---- |
| 22   |      |      |      |      | 1    | 2    | 3    |
| 23   | 4    | 5    | 6    | 7    | 8    | 9    | 10   |
| 24   | 11   | 12   | 13   | 14   | 15   | 16   | 17   |
| 25   | 18   | 19   | 20   | 21   | 22   | 23   | 24   |
| 26   | 25   | 26   | 27   | 28   | 29   | 30   |      |

| Juli | Juli | Juli | Juli | Juli | Juli | Juli | Juli |
| Kw   | Mo   | Di   | Mi   | Do   | Fr   | Sa   | So   |
| ---- | ---- | ---- | ---- | ---- | ---- | ---- | ---- |
| 26   |      |      |      |      |      |      | 1    |
| 27   | 2    | 3    | 4    | 5    | 6    | 7    | 8    |
| 28   | 9    | 10   | 11   | 12   | 13   | 14   | 15   |
| 29   | 16   | 17   | 18   | 19   | 20   | 21   | 22   |
| 30   | 23   | 24   | 25   | 26   | 27   | 28   | 29   |
| 31   | 30   | 31   |      |      |      |      |      |

| August | August | August | August | August | August | August | August |
| Kw     | Mo     | Di     | Mi     | Do     | Fr     | Sa     | So     |
| ------ | ------ | ------ | ------ | ------ | ------ | ------ | ------ |
| 31     |        |        | 1      | 2      | 3      | 4      | 5      |
| 32     | 6      | 7      | 8      | 9      | 10     | 11     | 12     |
| 33     | 13     | 14     | 15     | 16     | 17     | 18     | 19     |
| 34     | 20     | 21     | 22     | 23     | 24     | 25     | 26     |
| 35     | 27     | 28     | 29     | 30     | 31     |        |        |

| September | September | September | September | September | September | September | September |
| Kw        | Mo        | Di        | Mi        | Do        | Fr        | Sa        | So        |
| --------- | --------- | --------- | --------- | --------- | --------- | --------- | --------- |
| 35        |           |           |           |           |           | 1         | 2         |
| 36        | 3         | 4         | 5         | 6         | 7         | 8         | 9         |
| 37        | 10        | 11        | 12        | 13        | 14        | 15        | 16        |
| 38        | 17        | 18        | 19        | 20        | 21        | 22        | 23        |
| 39        | 24        | 25        | 26        | 27        | 28        | 29        | 30        |

| Oktober | Oktober | Oktober | Oktober | Oktober | Oktober | Oktober | Oktober |
| Kw      | Mo      | Di      | Mi      | Do      | Fr      | Sa      | So      |
| ------- | ------- | ------- | ------- | ------- | ------- | ------- | ------- |
| 40      | 1       | 2       | 3       | 4       | 5       | 6       | 7       |
| 41      | 8       | 9       | 10      | 11      | 12      | 13      | 14      |
| 42      | 15      | 16      | 17      | 18      | 19      | 20      | 21      |
| 43      | 22      | 23      | 24      | 25      | 26      | 27      | 28      |
| 44      | 29      | 30      | 31      |         |         |         |         |

| November | November | November | November | November | November | November | November |
| Kw       | Mo       | Di       | Mi       | Do       | Fr       | Sa       | So       |
| -------- | -------- | -------- | -------- | -------- | -------- | -------- | -------- |
| 44       |          |          |          | 1        | 2        | 3        | 4        |
| 45       | 5        | 6        | 7        | 8        | 9        | 10       | 11       |
| 46       | 12       | 13       | 14       | 15       | 16       | 17       | 18       |
| 47       | 19       | 20       | 21       | 22       | 23       | 24       | 25       |
| 48       | 26       | 27       | 28       | 29       | 30       |          |          |

| Dezember | Dezember | Dezember | Dezember | Dezember | Dezember | Dezember | Dezember |
| Kw       | Mo       | Di       | Mi       | Do       | Fr       | Sa       | So       |
| -------- | -------- | -------- | -------- | -------- | -------- | -------- | -------- |
| 48       |          |          |          |          |          | 1        | 2        |
| 49       | 3        | 4        | 5        | 6        | 7        | 8        | 9        |
| 50       | 10       | 11       | 12       | 13       | 14       | 15       | 16       |
| 51       | 17       | 18       | 19       | 20       | 21       | 22       | 23       |
| 52       | 24       | 25       | 26       | 27       | 28       | 29       | 30       |
| 1        | 31       |          |          |          |          |          |          |

## Ereignisse

### Politik und Weltgeschehen

#### Großer Nordischer Krieg

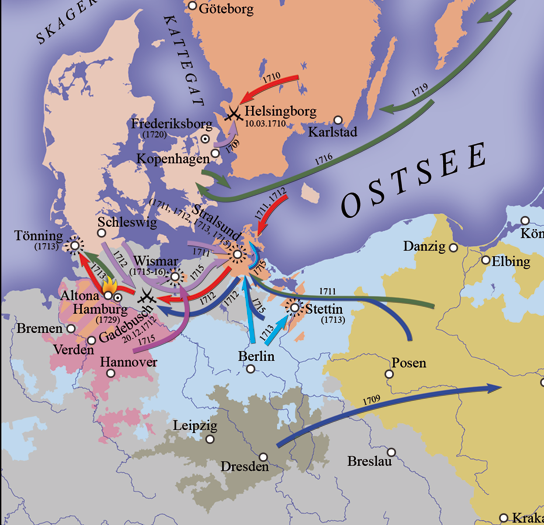
Der Krieg im Ostseeraum 1709–21

- 7. Februar: Die im Vorjahr begonnene Belagerung von Tönning endet mit der Kapitulation der Stadt durch Festungskommandant Wolf. Die dänischen Sieger lassen die Festung schleifen und zerstören dabei auch das Tönninger Schloss. Dänemark annektiert das Herzogtum Schleswig. Herzog Karl Friedrich von Schleswig-Holstein-Gottorf, der seine Neutralität mit der Aufnahme schwedischer Truppen verletzt hat, sieht sein Herzogtum damit auf Holstein-Gottorf reduziert.
- 19. Februar:  Infolge der Schlacht bei Storkyro, bei der die russische Armee unter Michail Michailowitsch Golizyn siegt, wird die gesamte unter dem Befehl von Carl Gustaf Armfelt stehende schwedische Armee in Finnland zerstört.
- 12. Juni: Im preußisch-russischen Allianzvertrag bestätigten Preußen und Russland gegenseitig ihren territorialen Besitzstand nach der erwarteten Niederlage Schwedens im Großen Nordischen Krieg.
- 7. August: In der Seeschlacht bei Hanko erringt die Kaiserlich Russische Marine unter Zar Peter I. und Admiral Fjodor Matwejewitsch Apraxin ihren ersten wichtigen Sieg im Großen Nordischen Krieg. Der Befehlshaber der gegnerischen Schweden, Nils Ehrenskiöld, wird gefangen genommen.
- 7. August: Helgoland wird von Dänemark besetzt.
- 9. August: Mit der Einnahme der Burg Nyslott wird die Eroberung Südfinnlands durch Russland abgeschlossen.
- 1. Oktober: Der schwedische König Karl XII. verlässt Demotika, wohin er nach dem Handgemenge von Bender verbracht worden ist, um nach Schweden zurückzukehren. Er sammelt seine verbliebenen Truppen in Pitești im heutigen Rumänien, entschließt sich dann jedoch, in Verkleidung alleine heimzureisen.
- 27. Oktober bis 11. November: Der Gewaltritt Karls XII. von Pitești nach Stralsund endet nach 15 Tagen mit der Ankunft des schwedischen Königs vor den Mauern von Stralsund. In dieser Zeit hat er rund 2.400 Kilometer von seinem Exil im Osmanischen Reich bis nach Schweden zurückgelegt.

#### Osmanisches Reich / Venedig
- 9. Dezember: Angebliche Ungesetzlichkeiten venezianischer Kaufleute führen zur Kriegserklärung des Osmanischen Reichs gegenüber der Republik Venedig. Militärische Operationen im Venezianisch-Österreichischen Türkenkrieg setzen jedoch erst im Sommer 1715 ein.

#### Spanien
- 6. März: Im Rastatter Frieden wird der spanische Erbfolgekrieg zwischen Frankreich und Österreich beendet. Der Vertrag bestätigt im Wesentlichen den vorausgegangenen Frieden von Utrecht aus dem Vorjahr, den Karl VI. noch nicht akzeptieren wollte. An Österreich fallen Breisach am Rhein, Freiburg im Breisgau und Kehl, die Spanischen Niederlande, Sardinien und die früher zur spanischen Krone gehörenden Teile in Italien, einschließlich der Lombardei mit Herzogtum Mailand, Herzogtum Mantua und das Königreich Neapel. Frankreich muss alle insbesondere rechtsrheinischen Eroberungen im Reich räumen, bleibt aber im Besitz der Stadt Landau in der Pfalz mit seiner Festung. Der Kaiser muss den französischen Verbündeten, Kurfürst Max II. Emanuel von Bayern und dem Erzbischof von Köln, Joseph Clemens von Bayern, ihren früheren Status und Besitz wieder zurückgeben. Der Vertrag ist in französischer Sprache statt des bisher üblichen Lateins abgefasst. Der Grund hierfür ist vor allem das geringe Vertrauen in die eigenen Lateinkenntnisse des französischen Verhandlungsführers Marschall Claude-Louis-Hector de Villars, der eine militärische, aber keine diplomatische Ausbildung besitzt. Trotz einer Klausel, dass damit kein Präzedenzfall für künftige internationale Verträge geschaffen werden sollte, entwickelte sich Französisch in der Folge zur Diplomatiesprache.

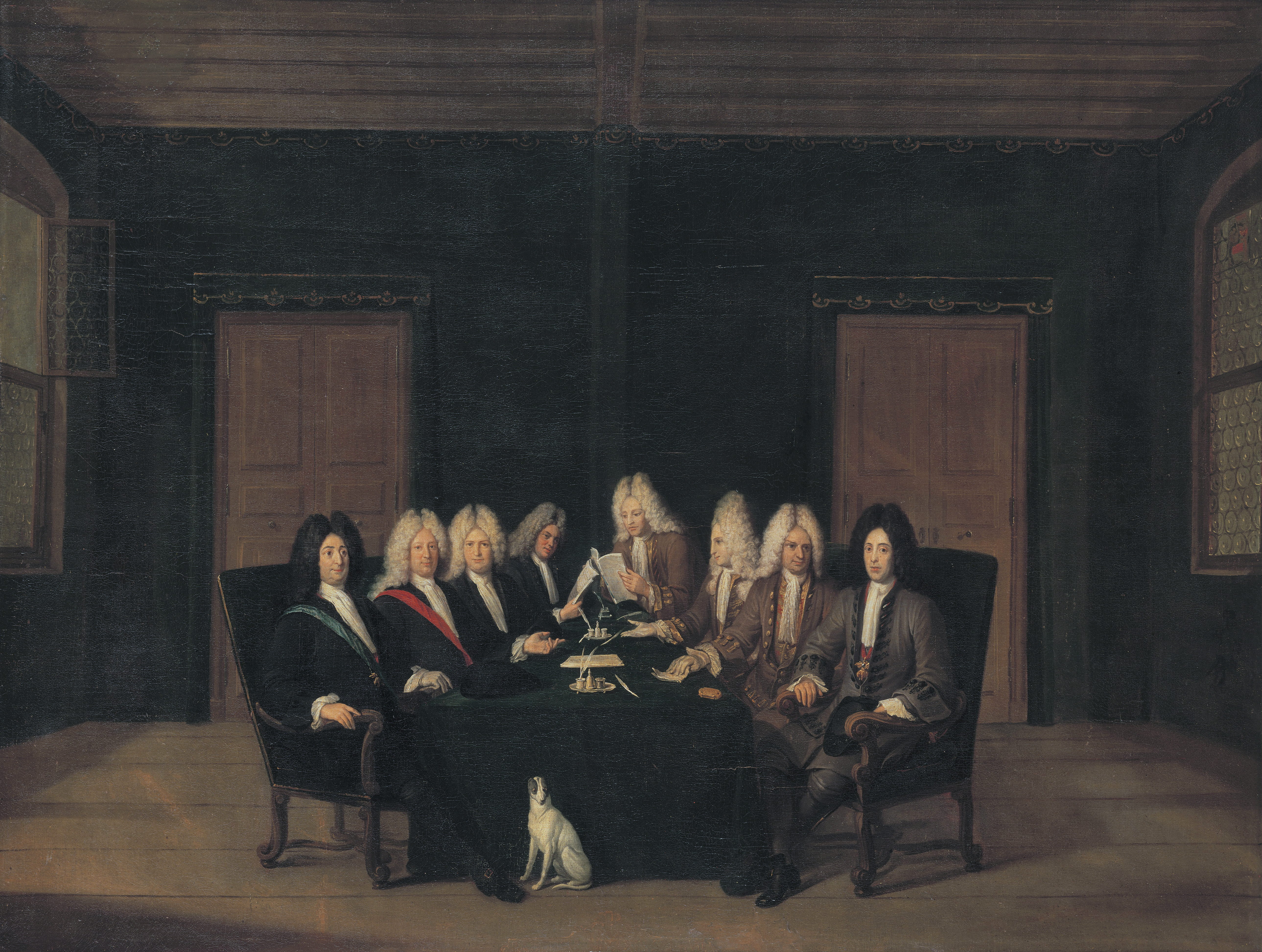
Abgeordnete des Badener Friedenskongresses 1714, Gemälde von Johann Rudolf Huber

- 7. September: Der Friede von Baden ermöglicht das endgültige Ende des spanischen Erbfolgekrieges. In ihm werden nun unter anderem die formal noch fehlenden Vereinbarungen mit dem Heiligen Römischen Reich getroffen.
- 11. September: Die im Sommer des Vorjahres begonnene Belagerung von Barcelona endet mit der Einnahme der Stadt durch die französisch-spanische Armee. Katalonien wird danach fest in den spanischen Gesamtstaat eingegliedert.

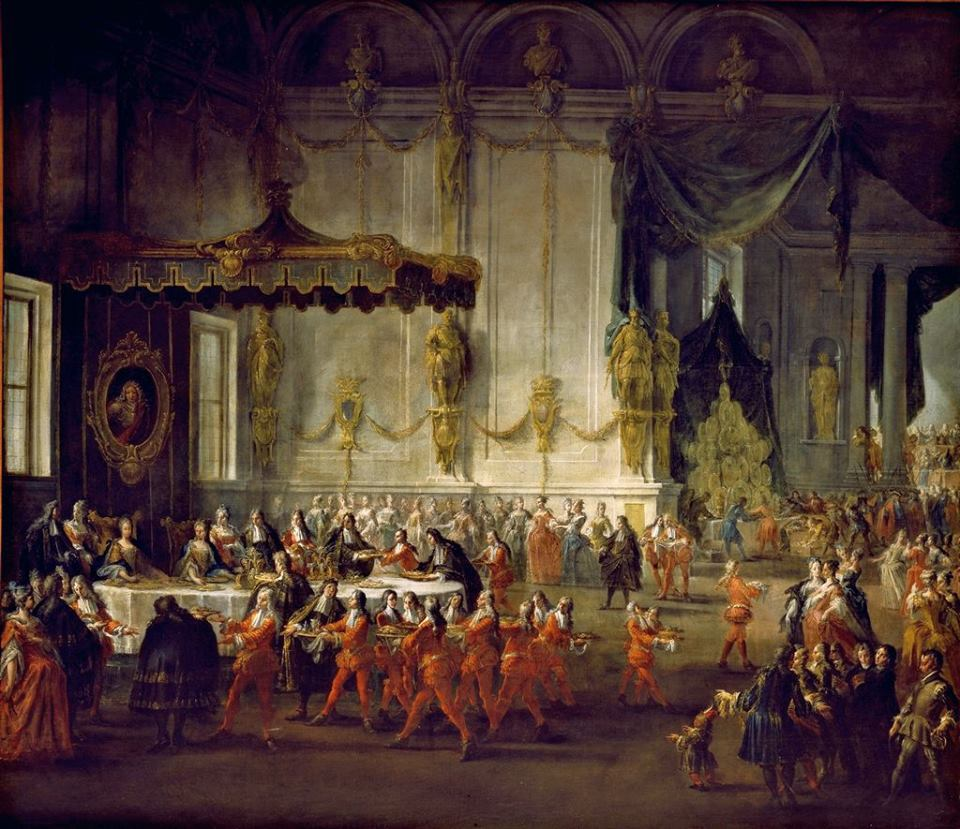
Die Hochzeitsfeierlichkeiten zwischen Philipp V. und Elisabetta Farnese

- 23. Dezember: Nach einem inszenierten Eklat verweist Elisabetta Farnese, die am 16. September durch die von Kardinal Giulio Alberoni vermittelte Heirat mit dem seit 14. Februar verwitweten König Philipp V. spanische Königin geworden ist, die bis dahin allmächtige Camarera mayor Marie-Anne de La Trémoille des Landes.

#### Großbritannien und Irland / Hannover

Das königliche Wappen Georgs I.

- 12. August: Georg I., Herzog und Kurfürst in Hannover, wird gemäß dem Act of Settlement von 1701 als nächster protestantischer Verwandter Nachfolger der verstorbenen Queen Anne als König von Großbritannien und Irland. Die Personalunion zwischen Großbritannien und Hannover stellt die beiden Staaten vor administrative Herausforderungen. Am 29. August erfolgt eine erste Verordnung vor allem militärischen Inhalts, die die Regierungsgeschäfte im Kurfürstentum bei Abwesenheit des Kurfürsten beinhaltet. Sie bildet eine erste Grundlage für das Regieren Hannovers von London aus. Die neu eingerichtete Deutsche Kanzlei mit Sitz im St James’s Palace erledigt unter der Leitung von Andreas Gottlieb von Bernstorff die wichtigsten Geschäfte, zugleich die auswärtigen Angelegenheiten Kurhannovers.
- Am 20. Oktober wird George I. in der Westminster Abbey gekrönt. Eine seiner ersten Amtshandlungen ist die Entlassung des Tory-Kabinetts, das er durch eine Whig-Regierung ersetzt.

#### Nordamerika
- Am Meherrin River im heutigen Brunswick County in Virginia wird durch Gouverneur Alexander Spotswood das Fort Christanna errichtet. Es dient den Siedlern, aber besonders den benachbarten Indianern als Schutz gegen feindliche Stämme während des Tuscarora-Krieges. Angehörige der Sioux sprechenden Occaneechi, Monacan, Manahoac, Eno, Tutelo und Saponi begeben sich unter den Schutz des Forts, während die Irokesen-Stämme das Angebot der Briten ablehnen.

#### Karibik/Indischer Ozean
- Nach dem Ende des Spanischen Erbfolgekrieges verlieren zahlreiche bisher von einer der kriegführenden Nationen gesponserten Freibeuter ihren Rückhalt durch diese Staaten und operieren von nun an auf eigene Rechnung. Das kurzlebige Goldene Zeitalter der Piraterie erreicht seinen Höhepunkt. Zu den Hauptstützpunkten zählen dabei New Providence auf den Bahamas, Madagaskar und Mauritius.

#### Asien
- Ein neuer Siamesisch-Kambodschanischer Krieg zwischen dem siamesischen Königreich Ayutthaya unter Thai Sa und dem Khmer-Reich beginnt.

### Wirtschaft
- In der Edo-Zeit in Japan wird durch Arai Hakuseki, den Ratgeber des vierjährigen Shōguns Tokugawa Ietsugu, eine neue Metallwährung eingeführt. Der eintretende Preisverfall für Reis senkt das Einkommen der Samurai-Vasallen, die in Reis bezahlt werden. Dadurch wird langfristig die Position des Schwertadels gegenüber der aufstrebenden aber verachteten Kaufmannschaft geschwächt.
- Der Engländer Henry Mill erhält als erster ein Patent auf eine Schreibmaschine.

### Wissenschaft und Technik

#### Natur- und Geowissenschaften

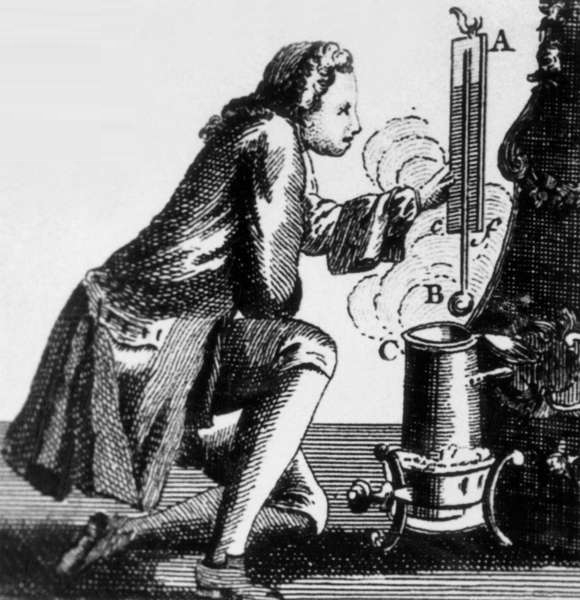
Daniel Gabriel Fahrenheit

- Daniel Gabriel Fahrenheit aus Danzig führt die Fahrenheit-Temperaturskala ein.
- Das britische Parlament beruft das Board of Longitude ein. Aufgabe des Gremiums aus Sachverständigen ist das Erteilen von Forschungsaufträgen und Verleihen von Preisen für die Lösung des Längenproblems zur Bestimmbarkeit der geographischen Länge bei der Positionsermittlung insbesondere von Schiffen auf dem offenen Meer. Das Gremium besteht zur Hälfte aus Mathematikern und Astronomen, sowie aus Vertretern der Admiralität, der Militärmarine und der Handelsschifffahrt, zur anderen Hälfte aus Parlamentariern und von den Commons ernannten Vertretern.
- Der englische Astronom Edmond Halley entdeckt im Sternbild Herkules einen Kugelsternhaufen, der später den Namen Messier 13 erhält.

#### Philosophie
- Gottfried Wilhelm Leibniz legt in seinem Werk Monadologie in 90 Paragraphen seine Lehre von den Monaden dar.

#### Lehre und Forschung
- In Sankt Petersburg wird im Auftrag Peters des Großen eine Buch- und Handschriftensammlung angelegt, aus der sich die Bibliothek der Russischen Akademie der Wissenschaften entwickelt. In der Folge werden alle wissenschaftlichen Einrichtungen gesetzlich verpflichtet, der Bibliothek Abschriften ihrer Bestände bereitzustellen.

#### Technische Errungenschaften
- Umleitung der Kander in den Thunersee.

### Kultur

#### Architektur

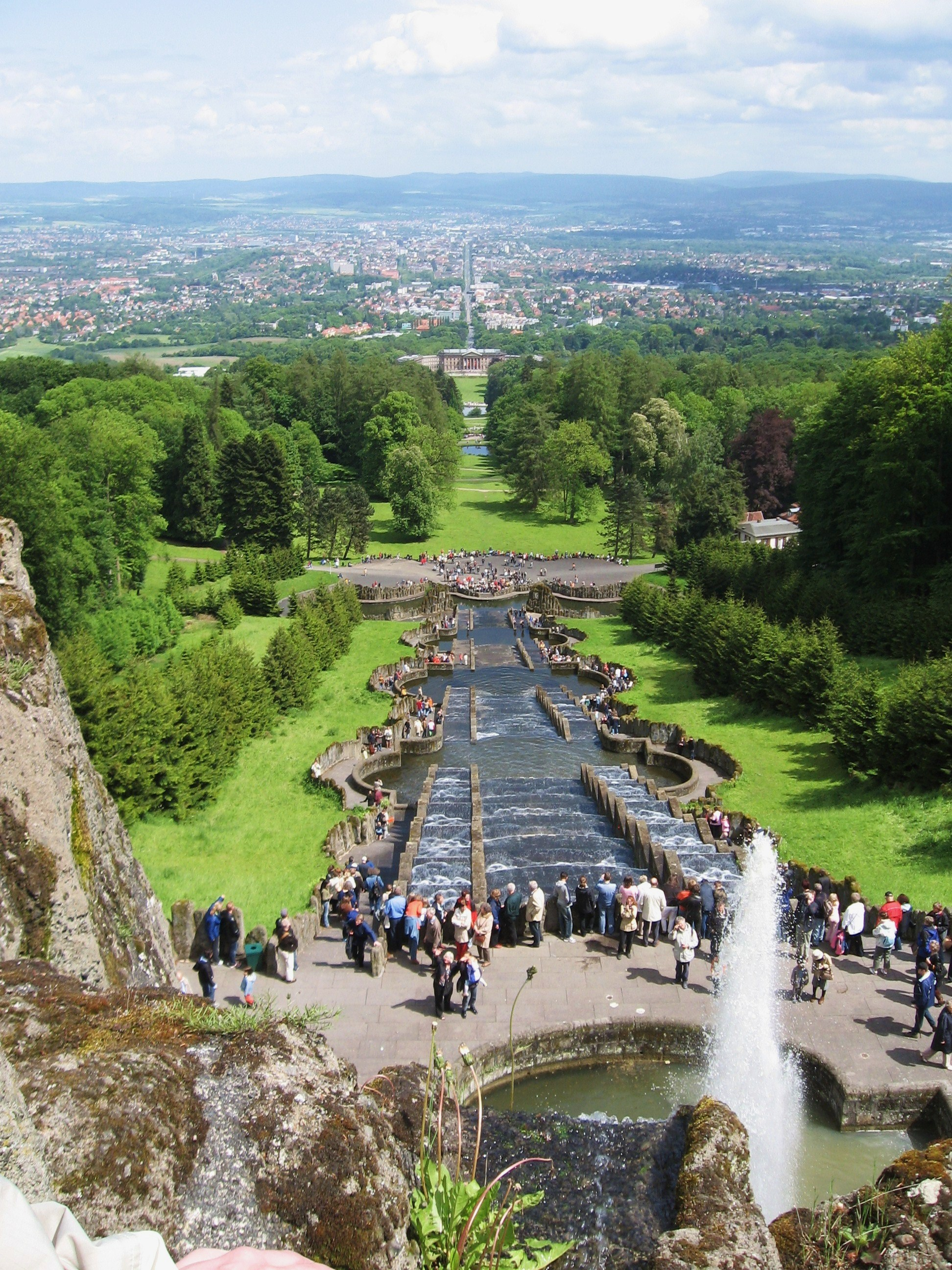
Die barocken Wasserspiele im Bergpark Wilhelmshöhe in Kassel

- 3. Juni: Die von Architekt Giovanni Francesco Guerniero geschaffenen Wasserspiele im Bergpark Wilhelmshöhe werden unter Landgraf Karl von Hessen-Kassel zum ersten Mal präsentiert.
- Prinz Eugen von Savoyen beauftragt den Architekten Johann Lucas von Hildebrandt mit dem Bau eines Gartenpalais außerhalb der Stadtmauern von Wien, dem heutigen Schloss Belvedere.
- Die Planungen für Zar Peters Sommerpalast in der Nähe des 1703 neu gegründeten Sankt Petersburg beginnen.

#### Musik und Theater
- 20. Januar: Die Uraufführung der Oper Amor d'un ombra e gelosia d'un aura (Liebe eines Schattens und Eifersucht einer Morgenröte) von Domenico Scarlatti findet in Rom statt.
- 13. Mai: Die Uraufführung des musikalischen Dramas Pisistrato von Leonardo Leo erfolgt am Teatro San Bartolomeo in Neapel.
- 1. Oktober: Das musikalische Schauspiel Die oesterreichische Großmuth, oder Carolus V. von Reinhard Keiser wird am Theater am Gänsemarkt in Hamburg uraufgeführt.
- 1. Oktober: Die Uraufführung der Oper Dafne in lauro von Johann Joseph Fux findet in Wien statt.
- 1. Oktober: Die Uraufführung der Oper Arianna e Teseo von Nicola Porpora findet in Wien statt.

#### Johann Sebastian Bach

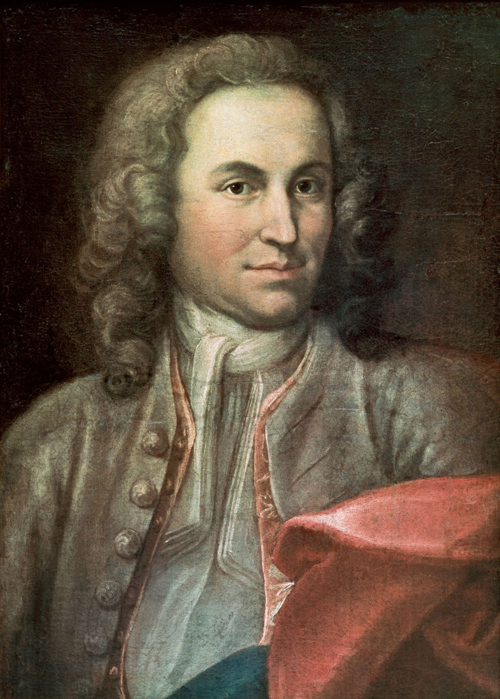
J. S. Bach als Konzertmeister in Weimar, um 1715

- 2. März: Johann Sebastian Bach wird in Weimar zum Konzertmeister ernannt. Mit dem neuen Amt ist die Pflicht verbunden, alle vier Wochen eine Kirchenkantate auf den jeweiligen Sonntag zu komponieren.
- 19. März: Nach drei Monaten Nachdenkzeit sagt Bach für die angebotene Stelle als Organist an der Marktkirche Unser Lieben Frauen in Halle ab.
- 25. März: In der Weimarer Schlosskirche kommt am Palmsonntag Bachs erste Auftragskomposition Himmelskönig, sei willkommen zur Aufführung. Textdichter ist vermutlich Salomon Franck.
- 22. April: Die Kantate Weinen, Klagen, Sorgen, Zagen wird in der Schlosskirche uraufgeführt. Der Text stammt vermutlich wieder von Salomon Franck. Der abschließende Choral ist die letzte Strophe des Kirchenliedes Was Gott tut, das ist wohlgetan von Samuel Rodigast.
- 20. Mai: Zu Pfingsten erklingt die Kantate Erschallet, ihr Lieder, erklinget, ihr Saiten! zum ersten Mal.
- 1. Juli/15. Juli: Widerstehe doch der Sünde hat ihre Uraufführung. Der Kantatentext stammt von Georg Christian Lehms aus dem Jahr 1711.
- 12. August: Auch für Mein Herze schwimmt im Blut hat Bach eine Vorlage von Georg Christian Lehms verwendet.
- 2. Dezember: Zum Ersten Adventssonntag führt Johann Sebastian Bach erstmals seine Kantate Nun komm, der Heiden Heiland in der Schlosskirche zu Weimar öffentlich auf. Der Textdichter Erdmann Neumeister übernimmt die erste Strophe von Martin Luthers Nun komm, der Heiden Heiland, dem Hauptlied des 1. Advent, für den Eingangschor und benutzt als Schlusschoral den Abgesang der letzten Strophe von Philipp Nicolais Wie schön leuchtet der Morgenstern. Der dritte Satz enthält die Bitte um ein „selig neues Jahr“, da mit dem ersten Adventssonntag das neue Kirchenjahr beginnt.
- 30. Dezember: Tritt auf die Glaubensbahn ist Bachs letzte Kirchenkantate, die in diesem Kalenderjahr zur Aufführung gelangt. Wiederum stammt der Text von Salomon Franck.

### Gesellschaft
- 4. Juli: Der Florentiner Gelehrte und Bibliothekar Antonio Magliabechi vermacht Großherzog Cosimo III. de’ Medici testamentarisch seine 30.000 Bände umfassende Büchersammlung als Grundstock für eine öffentliche Bibliothek der Stadt Florenz. 1714 gilt damit als Gründungsdatum der Biblioteca Nazionale Centrale di Firenze.
- Zar Peter I. stiftet für Russland den Orden der Heiligen Katharina. Er soll ein Andenken an die Rettung Peters und seiner Armee aus der Einkreisung durch die türkische Armee beim Pruthfeldzug von 1711 sein.

### Religion

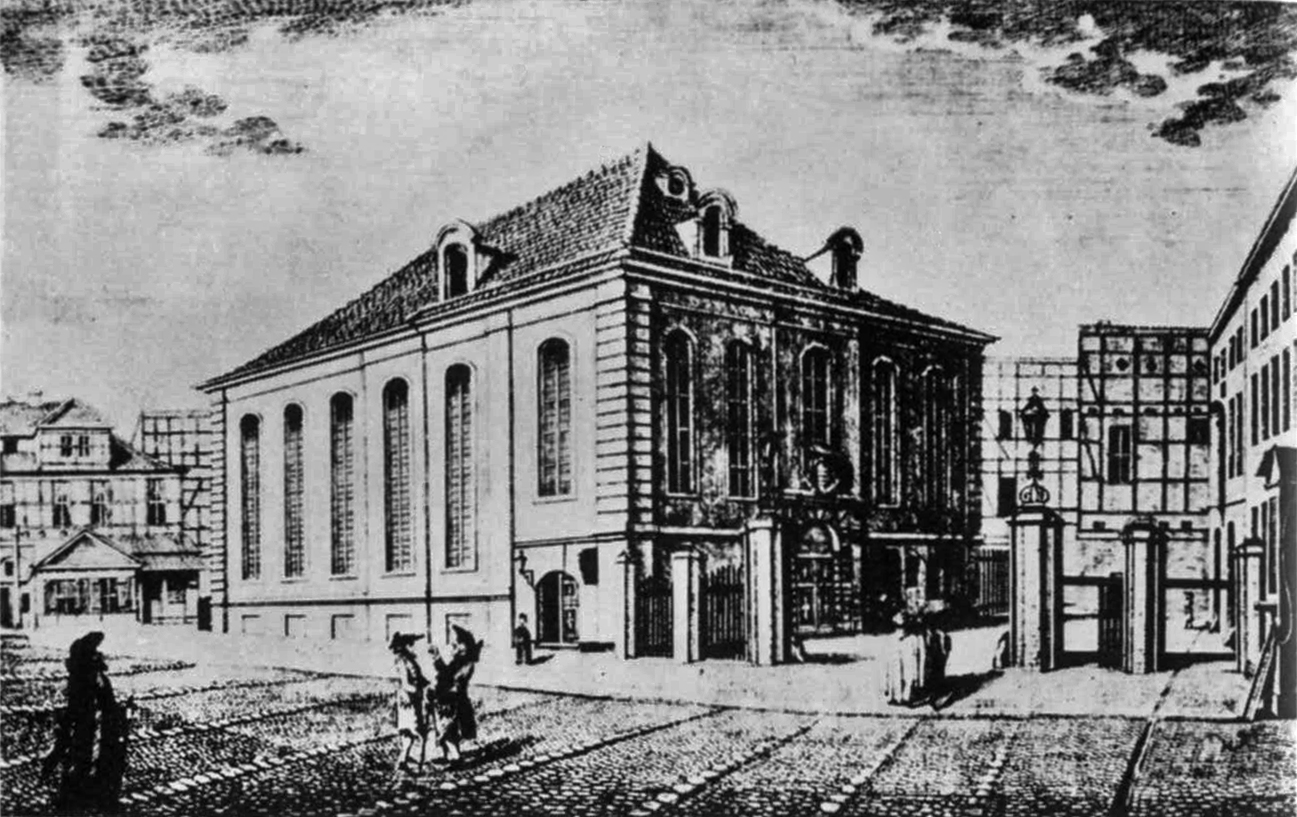
Alte Synagoge, Radierung von Friedrich August Calau

- 14. September: Die Jüdische Gemeinde in Berlin weiht nach über zweijähriger Bauzeit ihre Synagoge in der Heidereutergasse ein. Der Bau von Synagogen ist im Land bis dahin verboten gewesen.
- Johann Philipp von Greiffenclau zu Vollraths, Fürstbischof von Würzburg, gründet das Kanonissenstift St. Anna.

### Katastrophen
- 24. September: Ein Bergsturz in Derborence, Schweiz, kostet 18 Menschen das Leben.

## Geboren

### Erstes Halbjahr
- 01. Januar: Kristijonas Donelaitis, litauischer Schriftsteller († 1780)
- 01. Januar: Giovanni Battista Mancini, italienischer Sänger, Gesangslehrer und Schriftsteller († 1800)
- 06. Januar: Percivall Pott, britischer Chirurg († 1788)
- 13. Januar: Diane-Adélaïde de Mailly-Nesle, französische Adelige und Mätresse Ludwigs XV. († 1769)
- 13. Januar: Christian Friedrich Polz, deutscher Logiker und evangelischer Theologe († 1782)
- 21. Januar: Anna Morandi Manzolini, italienische Anatomin und Wachsbildnerin († 1774)
- 26. Januar: Jean-Baptiste Pigalle, französischer Bildhauer († 1785)
- 02. Februar: Gottfried August Homilius, deutscher Komponist, Kantor und Organist († 1785)
- 04. Februar: Wilhelm II. Roßhirt, Abt des Zisterzienserklosters in Ebrach († 1791)
- 05. Februar: Johann Gottlieb Gleditsch, deutscher Botaniker und Arzt († 1786)
- 12. Februar: Sebastian Sailer, deutscher Prämonstratenser, Prediger und Schriftsteller († 1777)
- 16. Februar: Virgilius Augustin Maria von Firmian, Fürstbischof von Lavant († 1788)
- 25. Februar: René-Nicolas-Charles-Augustin de Maupeou, Kanzler von Frankreich († 1792)
- 28. Februar: Gioacchino Conti, auch genannt Gizziello, italienischer Sopran-Kastrat († 1762)
- 04. März: Josip Kazimir Drašković von Trakošćan, österreichischer General († 1765)

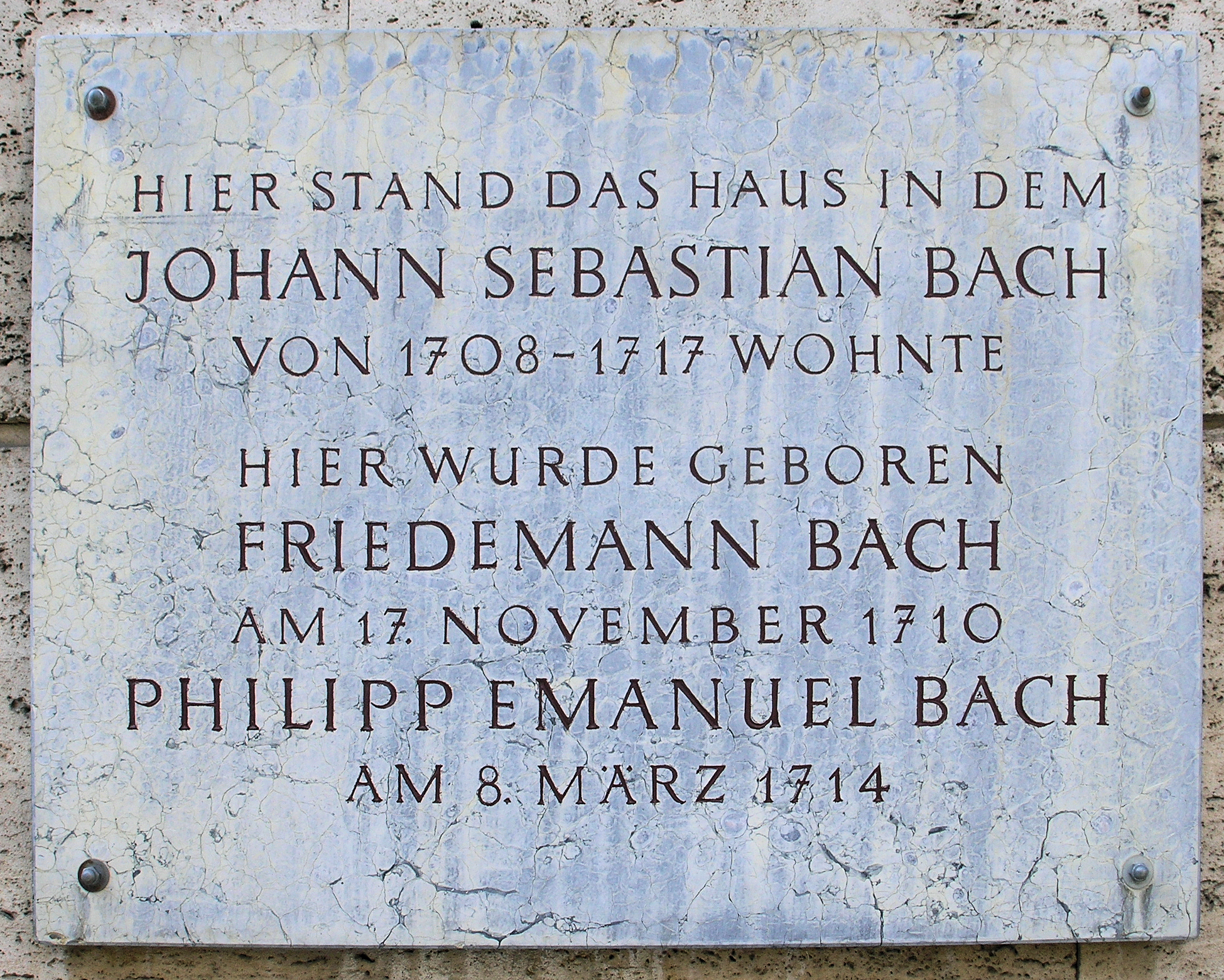
Gedenktafel am Haus der Familie Bach Markt 18 in Weimar

- 08. März: Carl Philipp Emanuel Bach, deutscher Komponist († 1788)
- 20. März: Friedrich Wilhelm Kulenkamp, deutscher Jurist († 1799)
- 21. März: Georg Heinrich Borz, deutscher Mathematiker († 1799)
- 21. März: Dorothea Ritter, Jugendfreundin Friedrichs des Großen († 1762)
- 25. März: Friedrich Christian Glume, deutscher Bildhauer († 1752)
- 25. März: Matthew Griswold, US-amerikanischer Politiker († 1799)
- 04. April: Adam Stanisław Krasiński, polnischer Politiker († 1800)
- 15. April: Claude Yvon, französischer Theologe und Enzyklopädist († 1789)
- 25. April: Emer de Vattel, Schweizer Völkerrechtler († 1767)
- 12. Mai: Sophie Charlotte Schröder, deutsche Schauspielerin († 1792)
- 13. Mai: Johann Jakob Kollmann, deutscher Stadtphysikus († 1778)
- 17. Mai: Anna Charlotte von Lothringen, Äbtissin von Remiremont und Sainte-Waudru und Koadjutrix im Stift Essen und im Reichsstift Thorn († 1773)
- 06. Juni: Joseph I., König von Portugal aus dem Hause Braganza († 1777)
- 17. Juni: César François Cassini de Thury, französischer Geograf († 1784)
- 20. Juni: Franco Pauw, Bürgermeister von Delft und Leiter der Niederländischen Ostindien-Kompagnie († 1776)

### Zweites Halbjahr
- 01. Juli: Karl Gottlob Clausnitzer, deutscher lutherischer Theologe († 1788)

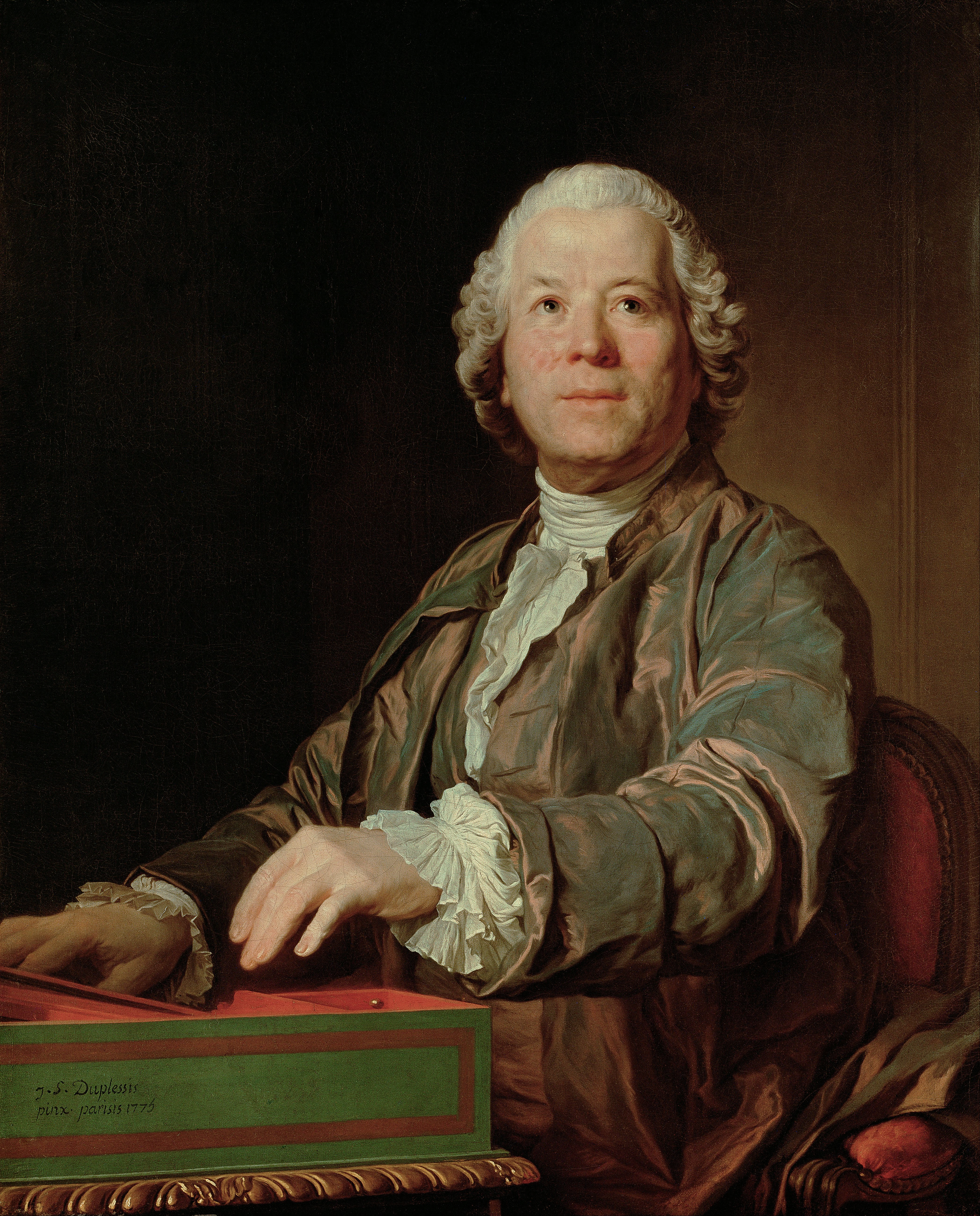
Christoph Willibald Gluck, 1775

- 02. Juli: Christoph Willibald Gluck, deutscher Komponist († 1787)
- 09. Juli: Valentin Dietloff von Arnim, preußischer Jurist († 1802)
- 12. Juli: Michael Larionowitsch Woronzow, russischer Adeliger und Politiker († 1767)
- 16. Juli: Marc-René de Montalembert, französischer Ingenieur für Waffentechnik und Festungsbau († 1800)
- 17. Juli: Alexander Gottlieb Baumgarten, deutscher Philosoph († 1762)
- 31. Juli: Johann Christian Köhler, deutscher Orgelbauer († 1761)
- 05. August: Johann Rochus Egedacher, Salzburger Orgelbauer († 1785)
- 10. August: Johann Carl Sigmund Haussdörffer, württembergischer Orgelbauer († 1767)
- 13. August: Johann Ludwig von Dorville, preußischer Justizminister († 1770)
- 14. August: Claude Joseph Vernet, französischer Maler († 1789)
- 28. August: Anton Ulrich, Prinz von Braunschweig-Wolfenbüttel, General der russischen Armee († 1774)
- 10. September: Niccolò Jommelli, italienischer Komponist († 1774)
- 17. September: Gottlieb Wilhelm Rabener, deutscher Schriftsteller und Publizist der Aufklärung († 1771)
- 19. September: Charles Humphreys, US-amerikanischer Politiker († 1786)
- 24. September: Alaungpaya, birmanischer König und der Begründer der Konbaung-Dynastie († 1760)
- 28. September: Friederike Luise von Preußen, Markgräfin von Brandenburg-Ansbach († 1784)
- 29. September: Johann Joachim Schwabe, deutscher Gelehrter, Bibliothekar, Philosoph und Übersetzer († 1784)
- 30. September: Étienne Bonnot de Condillac, französischer Philosoph der Aufklärung († 1780)
- 03. Oktober: Nicolas Dupont, lothringischer Orgelbauer († 1781)
- 16. Oktober: Giovanni Arduino, italienischer Geologe († 1795)
- 20. Oktober: Christoph Anton von Migazzi, katholischer Erzbischof und Kardinal († 1803)
- 25. Oktober: James Burnett, Lord Monboddo, schottischer Advokat und Literat († 1799)
- 25. Oktober: Johann Reindl, österreichischer Bildhauer († 1792)
- 26. Oktober: Johann Friedrich Karl von Alvensleben, britisch-hannoverscher Minister († 1795)
- 26. Oktober: Maria Viktoria Pauline von Arenberg, Markgräfin von Baden-Baden († 1793)
- 27. Oktober: Fernando de Silva y Álvarez de Toledo, spanischer Diplomat und Politiker († 1776)
- 21. November: Georg Andreas Högl, österreichischer Steinmetzmeister und Bildhauer, Obervorsteher der Wiener Bauhütte († 1787)
- 16. Dezember: George Whitefield, englischer Geistlicher und Prediger († 1770)
- 18. Dezember: Nikolaus I. Joseph Esterházy de Galantha, ungarischer Fürst († 1790)
- 23. Dezember: Ranieri de’ Calzabigi, italienischer Dichter und Librettist († 1795)
- 29. Dezember: Marie-Anne Botot Dangeville, französische Schauspielerin († 1796)

### Genaues Geburtsdatum unbekannt
- Jost Erdmann von Arnim, preußischer Offizier († 1789)
- Louis du Bussy (nach 1750), Waldenser aus dem Piemont, Arzt und Apotheker

## Gestorben

### Januar bis April
- 01. Januar: Leffmann Behrens, Hoffaktor, Hof- und Kammeragent der Welfen-Herzöge (* 1634)
- 03. Jänner: Maria Katharina Strozzi, österreichische Adelige und Gründerin der Wiener Vorstadt Strozzigrund (* 1633)
- 10. Januar: Constantin Ranst, niederländischer Kaufmann (* 1635)
- 23. Januar: Ernst Detlof von Krassow, schwedischer General (* um 1660)

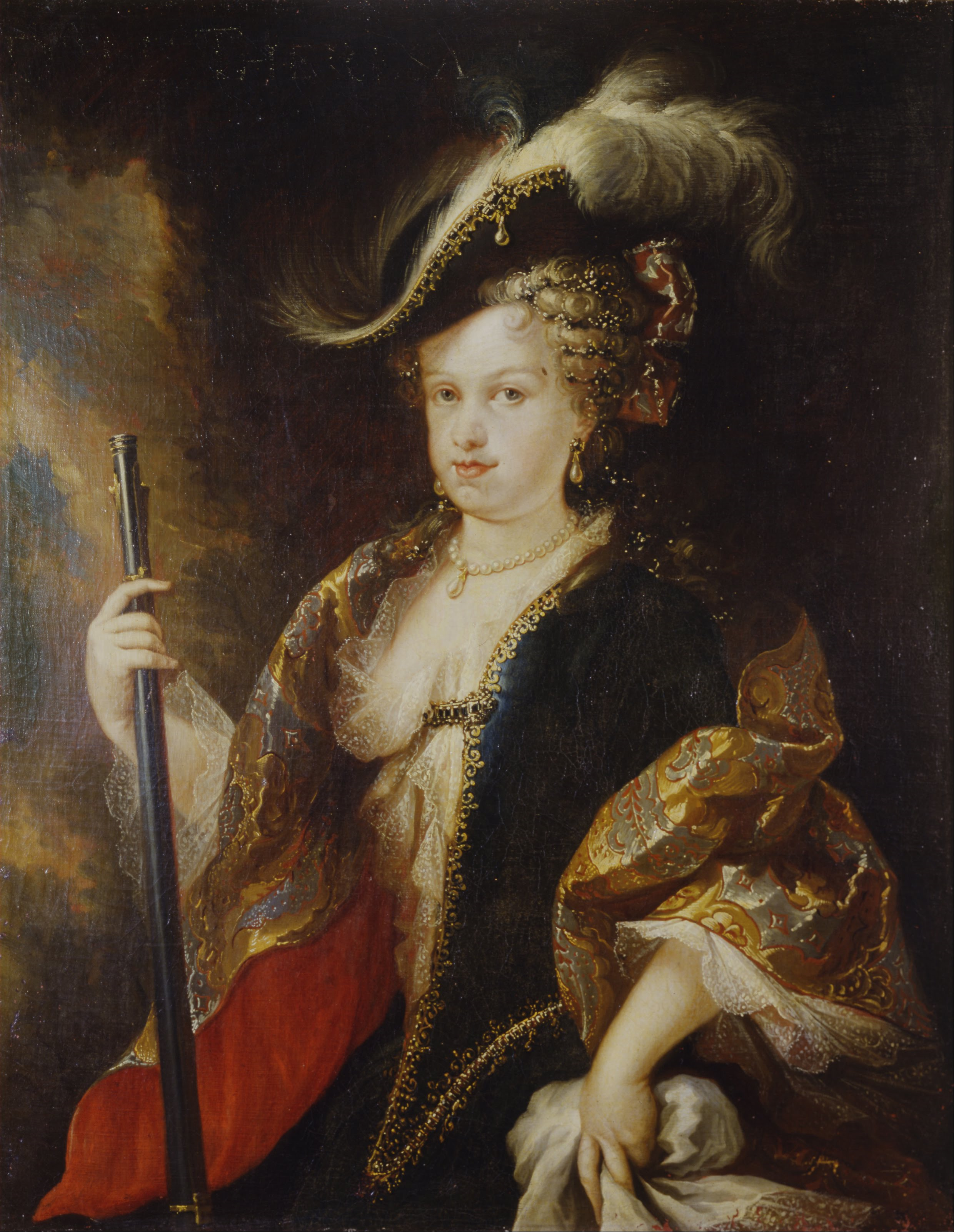
Maria Luisa Gabriella von Savoyen um 1712

- 14. Februar: Clemens Hader gen. Clementino, deutsch-österreichischer Sänger und Kastrat (* um 1655)
- 14. Februar: Maria Luisa Gabriella von Savoyen, Königin von Spanien (* 1688)
- 15. Februar: Hans Wachtmeister zu Johannishus, schwedischer Admiral, Feldherr und Politiker (* 1641)
- 21. Februar: Eugen Alexander, Fürst von Thurn und Taxis, kaiserlicher Generalpostmeister (* 1652)
- 24. Februar: Edmund Andros, englischer Kolonialgouverneur (* 1637)
- 02. März: Philipp Cuno von Bassewitz, mecklenburgischer Landrat und Provisor des Klosters Dobbertin (* 1659)
- 03. März: Hans Carl von Carlowitz, deutscher Kameralist, königlich-polnischer und kurfürstlich-sächsischer Kammer- und Bergrat sowie Oberberghauptmann des Erzgebirges (* 1645)
- 11. März: Johanna Vergouwen, flämische Malerin (* 1630)
- 23. März: Bernhard Simon von Kerssenbrock, hessen-kasselscher Generalleutnant (* 1639)
- 27. März: Anton Ulrich, Herzog zu Braunschweig und Lüneburg und Fürst von Braunschweig-Wolfenbüttel (* 1633)
- 27. März: Charlotte Amalie von Hessen-Kassel, Königin von Dänemark (* 1650)
- 11. April: Christoph Gerke, Bürgermeister und Chronist der Stadt Braunschweig (* 1628)
- 15. April: Esther Schulhoff, deutsch-jüdische Unternehmerin, Münzmeisterin und Inhaberin des Münzregals von Brandenburg und Preußen (* 1649)
- 17. April: Philipp Heinrich Erlebach, deutscher Komponist (* 1657)
- 17. April: Haquin Spegel, schwedischer lutherischer Theologe und Dichter, Erzbischof von Uppsala (* 1645)
- 21. April: Cornelius Anckarstjerna, schwedischer Admiral und Freiherr (* 1655)
- 21. April: Wassili Wassiljewitsch Golizyn, russischer Politiker (* um 1644)
- 25. April: Thomas Lawrence, englischer Kolonialgouverneur von Maryland (* um 1645)
- 27. April: Vincenzo Gonzaga, Herzog von Guastalla, Herr von Bozzolo und Pomponesco sowie Sabbioneta (* 1634)
- 29. April: Antonio Riva, Graubündner Baumeister (* 1650)
- 29. April: Dietrich Joseph Speckhewer, Bürgermeister der Reichsstadt Aachen (* 1659)

### Mai bis August
- 04. Mai: Charles de Bourbon, Herzog von Berry, Graf von Ponthieu, Herzog von Alençon sowie Herzog von Angoulême, Prinz von Frankreich (* 1686)
- 05. Mai: Christian Maximilian Spener, deutscher Mediziner, Heraldiker und Genealoge (* 1678)
- 15. Mai: Jörg Hofmann, mainländischer Zimmermann und Bildschnitzer (* um 1660)
- 17. Mai: Giovanni Alberto Badoer, Patriarch von Venedig und Bischof von Brescia (* 1649)
- 18. Mai: Iwan Fedossejewitsch Bozis, russischer Admiral und einer der Gründer der Kaiserlich Russischen Marine
- 23. Mai: Walter Clarke, Gouverneur der Colony of Rhode Islands and Providence Plantations (* 1640)
- 30. Mai: Gottfried Arnold, deutscher Theologe, machte sich um die Kirchengeschichtsschreibung verdient (* 1666)
- 03. Juni: Friedrich Wilhelm, Herzog von Schleswig-Holstein-Sonderburg-Augustenburg (* 1668)
- 08. Juni: Sophie von der Pfalz, Kurfürstin von Hannover (* 1630)
- 13. Juni: Catherine Henriette d’Angennes, französische Kurtisane (* 1634)
- 19. Juni: Christian Juncker, sächsischer Historiograph und Schriftsteller (* 1668)
- 20. Juni: Maria Anna Mancini, Herzogin von Bouillon (* 1649)
- 22. Juni: Matthew Henry, presbyterianischer Pfarrer und Bibelkommentator (* 1662)
- vor dem 23. Juni: Andreas Schlüter, deutscher Bildhauer und Architekt (* 1659 oder 1660)
- 03. Juli: Paolo Amato, sizilianischer Architekt (* 1634)
- 04. Juli: Antonio Magliabechi, Florentiner Gelehrter, Bibliophiler und Bibliothekar (* 1633)
- vor dem 28. Juli: Thomas Thynne, 1. Viscount Weymouth, englischer Adeliger und Politiker (* 1640)
- 31. Juli: John Moore, englischer Bischof, Gelehrter und Büchersammler (* 1646)

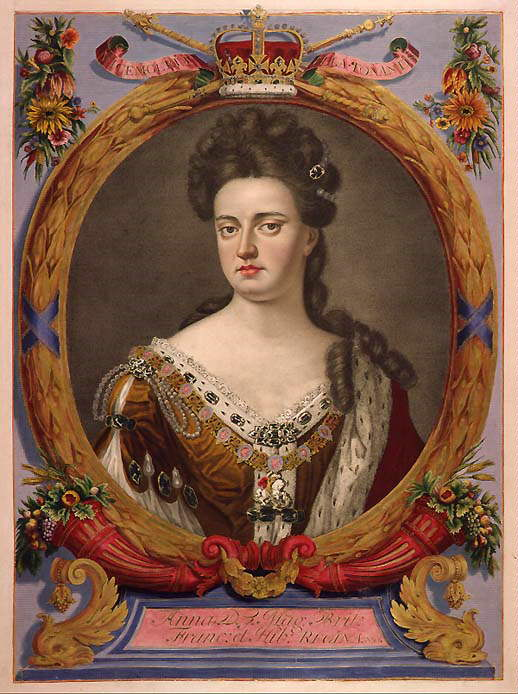
Königin Anne

- 01. August: Anne, Königin von England, Schottland und Irland (* 1665)
- 01. August: Elias Meniates, Hochschullehrer in Venedig und Erzbischof von Kernike und Kalavryta (* 1669)
- 15. August: Constantin Brâncoveanu, Fürst der Walachei (* 1654)
- 15. August: Anna Mons, westfälische Geliebte Peters des Großen (* 1672)
- 20. August: Cristóbal de Villalpando, neuspanischer Maler (* 1649)
- 21. August: Georg Beyer, deutscher Jurist und Rechtslehrer (* 1665)
- 30. August: Johannes Andreas Planer, deutscher Mathematiker (* um 1665)

### September bis Dezember
- 03. September: Pietro Antonio Fiocco, venezianischer Komponist und Kapellmeister in den habsburgischen Niederlanden (* 1654)
- 09. September: Johannes Riemer, deutscher Schriftsteller und Theologe (* 1648)
- 09. September: Heinrich Günther von Thulemeyer, deutscher Jurist, Historiker und Polyhistor (* 1642)
- 11. September: Johann Ludolph Quenstedt, Buchhändler und erster Oberbürgermeister von Wittenberg  (* 1663)
- 20. September: Detlev Siegfried von Ahlefeldt, Herr auf Brodau und Königlicher Landrat (* 1658)

Anna Waser: Selbstbildnis, 1691

- 20. September: Anna Waser, Schweizer Malerin und Radiererin (* 1678)
- 22. September: Lorenzo Piccolomini, Herzog von Amalfi, Reichsfürst und Grundherr der ostböhmischen Herrschaft Nachod (* 1656)
- 27. September: Thomas Britton, englischer Kohlenhändler und Hobbymusiker (* 1644)
- 04. Oktober: Peter Strudel, österreichischer Bildhauer und Maler (* 1660)
- 05. Oktober: Kaibara Ekiken, japanischer Neo-Konfuzianer und Naturkundler (* 1630)
- 06. Oktober: Matteo Noris, italienischer Dichter und Librettist (* 1640)
- 06. Oktober: Adalbert von Schleifras, Fürstabt von Fulda (* 1650)
- 18. Oktober: Takemoto Gidayū, japanischer Jōruri-Sänger, Gründer eines Bunraku-Theaters und Begründer des nach ihm genannten Musikstils Gidayū-bushi (* 1651)
- 23. Oktober: Philip Wilhelm von Hornick, deutsch-österreichischer Nationalökonom und Kameralist (* 1640)
- 25. Oktober: Sébastien Le Clerc, Lothringer Radierer und Kupferstecher (* 1637)
- 02. November: Giuseppe Passeri, römischer Architekt, Kirchenmaler und Porträtist (* 1654)
- 09. November: Ferdinand Christoph Harpprecht, württembergischer Rechtswissenschaftler (* 1650)
- 16. November: Alexander Benedikt Sobieski, polnischer Prinz (* 1677)
- 30. November: Jakob Engel, Graubündner Baumeister (* 1632)
- 30. November: Guillaume-Gabriel Nivers, französischer Organist, Komponist und Musiktheoretiker (* um 1632)
- 10. Dezember: Anton Günther, Prinz von Anhalt-Zerbst und preußischer Generalleutnant (* 1653)
- 19. Dezember: Johann von Reutern, Ratsherr in Riga (* 1666)
- 18. Dezember: César d’Estrées, französischer Kleriker und Diplomat (* 1628)
- 19. Dezember: Johann Stridbeck der Jüngere, deutscher Zeichner, Kupferstecher und Verleger (* 1665)
- 31. Dezember: Johann Karl Naeve, deutscher Rechtswissenschaftler (* um 1650)